# Національний карильйон

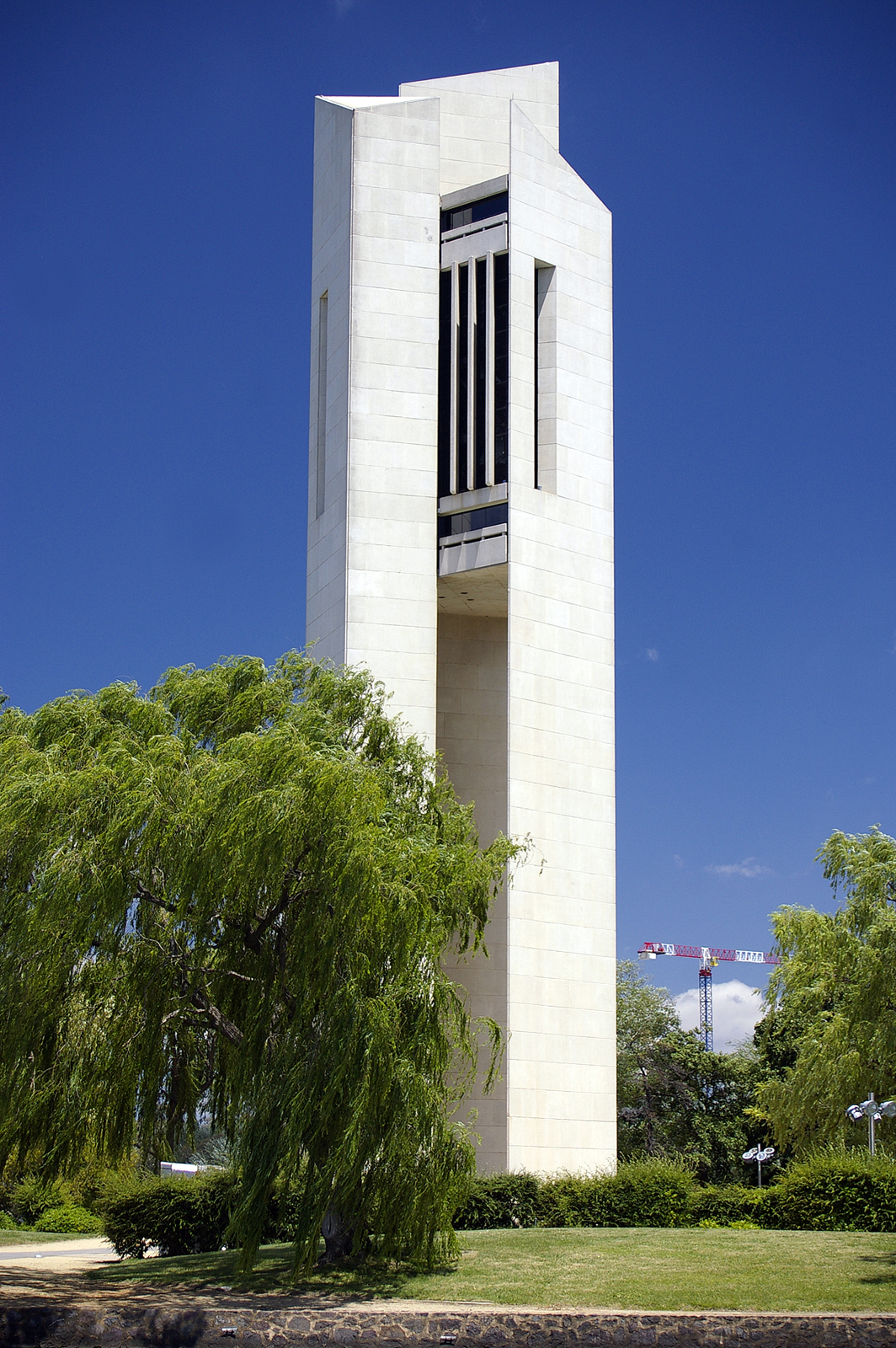
Фотографія Національного карильйона

Національний карильйон на острові Аспен у центрі міста Канберра — механічний музичний інструмент, карильйон, міститься владою Австралійської столичної території.
Карильйон повинен мати не менше 23 дзвонів, Національний карильйон у Канберрі має 55 дзвонів (до 2003 року їх було 53) вагою від 7 кілограмів до 6 тонн. Діапазон звучання дзвонів охоплює чотири з половиною октави.
Кожні чверть години він зазначає боєм, а щогодини виконує коротку мелодію. Найкращі місця для слухання звучання карильйона — приблизно за 100 метрів від нього, але звучання можна почути і на набагато більшій відстані — в Парламентському трикутнику, Кінгстоні і Сіті.

## Історія
Карильйон був піднесений у дар народу Австралії урядом Великої Британії на честь 50-річчя столичного статусу Канберри і був офіційно відкритий королевою Єлизаветою II 26 квітня 1970 року. Проект 50-метрової вежі Національного карильйона був розроблений австралійськими архітекторами.
У 2004 році карильйон був відремонтований зсередини, і в набір його дзвонів були додані ще два дзвони.

## Архітектурний комплекс
До складу архітектурного комплексу також входять споруди для проведення невеликих заходів і церемоній на відкритому повітрі з видом на озеро Берлі Гріффін і центр Канберри.
На прилеглій до карильйона території зведений Національний Меморіал робочих (англ.) З тим, щоб його відвідувачі могли чути звучання карильйона, яке нагадувало б їм про минулих близьких.